# Pseudeuclea
Pseudeuclea – rodzaj chrząszczy z rodziny kózkowatych i podrodziny zgrzypikowych. 

## Zasięg występowania
Przedstawiciele tego rodzaju występują w Indonezji, na Borneo oraz Sumatrze.

## Systematyka
Do Pseudeuclea należą 2 gatunki:
- Pseudeuclea cribrosa
- Pseudeuclea roseolata